# Русский кофе
Русский кофе (кор. 가비, Gabi, Kabi) — фильм, снятый в 2012 году южнокорейским режиссёром Чан Юн Хёном, повествующий об исторических событиях, произошедшие в Корее перед самым началом Русско-японской войны 1904 года. Фильм снят по роману Ким Тхак Хвана «Русский кофе».

## Описание
События в фильме разворачиваются в конце XIX века, когда японской армией была убита жена вана Коджона королева Мин, что заставило укрыться короля Чосона в посольстве России. В это же время снайпер Ильич (Чу Джин Мо) и его возлюбленная Таня (Ким Со Ён) занимаются разбоем с целью заполучения кофе. После удачного погрома на русском военном поезде, который вёз собой мешки с кофейными зёрнами, они попадают в руки сначала русским, а затем японским спецслужбам. Садако — японская шпионка, заставляет Ильича под угрозой убийства Тани перейти к ним на сторону и выполнить план по уничтожению короля Чосона Коджона. План заключался в том, чтобы Таня стала личным баристой (кофейных дел мастер) Коджона, чтобы, впоследствии, отравить его, а сам Ильич должен заниматься подрывной деятельностью в армии Чосона. Король Чосона, который на тот момент уже жил в российском посольстве, очень любил кофе, а Таня его готовила превосходно, что поспособствовало завязки отношений между ними. Тем временем Ильич, который по велению Садако принял японское имя — Сакамото Юсуки, искал тайный вход в посольство, через который осуществлялась связь короля Чосона со своими верными солдатами. Мероприятия, направленные на ликвидацию Коджона, были названы «Кофейной операцией».
С каждым днём отношения между Таней и королём становились всё доверительней, что привело к тому, что она стала придворной дамой и узнала правду об убийстве своего отца, который в своё время повлиял на то, чтобы она учила русский язык. Всё это привело к тому, что Таня так и не смогла отравить короля, несмотря на угрозы Садако, что в случае провала, её и Ильича ждёт смерть. В итоге фильм оканчивается тем, что и Таня, и Ильич переходят на сторону Коджона и проводят контроперацию по уничтожению японских шпионов, которая проходит успешно. В конце фильма Ильич погибает, защищая Таню от пуль японских агентов. Сама Таня уехала в Россию, так как она была поданной Российской империи.